# Mî, belarusî
Mî, belarusî (în belarusă Мы, беларусы; „Noi, bielorușii”) este titlul neoficial al imnului național al Belarusului, care se trage din primul vers al textului imnului. Oficial, „Mî, belarusî” este intitulat „Imnul de Stat al Republicii Belarus” (în belarusă Дзяржаўны гімн Рэспублікі Беларусь, în rusă Государственный гимн Республики Беларусь). Imnul a fost scris inițial și adoptat în 1955 ca imn al RSS Bieloruse.

## Versuri oficiale
| Limba belarusă | Transliterare | Traducere literală |
| Мы, беларусы – мірныя людзі, Сэрцам адданыя роднай зямлі, Шчыра сябруем, сілы гартуем Мы ў працавітай, вольнай сям’і. Прыпеў: Слаўся, зямлі нашай светлае імя, Слаўся, народаў братэрскі саюз! Наша любімая маці-Радзіма, Вечна жыві і квітней, Беларусь! Наша любімая маці-Радзіма, Вечна жыві і квітней, Беларусь! Разам з братамі мужна вякамі Мы баранілі родны парог, У бітвах за волю, бітвах за долю Свой здабывалі сцяг перамог! Прыпеў Дружба народаў – сіла народаў – Наш запаветны, сонечны шлях. Горда ж узвіся ў ясныя высі, Сцяг пераможны – радасці сцяг! Прыпеў | My, biełarusy – mirnyja ludzi, Sercam addanyja rodnaj ziamli, Ščyra siabrujem, siły hartujem My ŭ pracavitaj, volnaj siamji. Prypieŭ: Słaŭsia, ziamli našaj śvietłaje imia, Słaŭsia, narodaŭ braterski sajuz! Naša lubimaja maci-Radzima, Viečna žyvi i kvitniej, Biełaruś! Naša lubimaja maci-Radzima, Viečna žyvi i kvitniej, Biełaruś! Razam z bratami mužna viakami My baranili rodny paroh, U bitvach za volu, bitvach za dolu Svoj zdabyvali ściah pieramoh! Prypieŭ Družba narodaŭ – siła narodaŭ – Naš zapavietny, soniečny šlach. Horda ž uźvisia ŭ jasnyja vysi, Sciah pieramožny – radaści ściah! Prypieŭ | Noi, bielorușii - oameni pașnici, Inimi devotate pământului natal, Suntem prieteni sinceri, ne întărim puterea Suntem într-o familie muncitoare, liberă. Refren: Slavă să fie numele strălucitor al pământului nostru, Bucură-te, unire frățească a popoarelor! Iubita noastră Patrie, Trăiește pentru totdeauna și prosperă, Belarus! Iubita noastră Patrie, Trăiește pentru totdeauna și prosperă, Belarus! Refren |